# 天主教特雷斯拉瓜斯教区
天主教特雷斯拉瓜斯教區（拉丁語：Dioecesis Trilacunensis）是巴西一個羅馬天主教教區，屬大坎普總教區。
教區成立於1978年1月3日，包括南馬托格羅索州東部十個市。2010年有教友183,000人（佔轄區總人口75.3%）、十三個堂區、廿二名司鐸。現任教區主教為若瑟·莫雷拉·巴斯托斯·涅托。